# Manuel Vázquez (Radsportler)

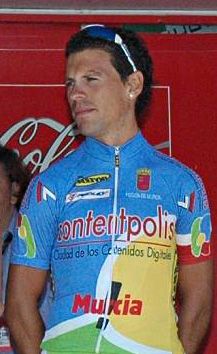
Manuel Vázquez

Manuel Vázquez Hueso (* 31. März 1981) ist ein spanischer Radrennfahrer.
Manuel Vázquez begann seine Karriere 2006 bei dem spanischen Professional Continental Team Andalucía-Paul Versan. In seiner ersten Saison belegte er bei der Mallorca Challenge den dritten Platz in der Wertung Meta Volantes hinter Israel Núñez und Victor Hernández. Zwei Monate später feierte er seinen ersten Profierfolg, mit dem Etappensieg auf dem dritten Teilstück bei der Vuelta a La Rioja. Wie der Radsportweltverband UCI mitteilte, wurde Vázquez Hueso am 20. März 2010 bei einer Trainingskontrolle positiv auf EPO-Doping getestet und für zwei Jahre gesperrt.

## Erfolge
2006
- eine Etappe Vuelta a La Rioja

2007
- Gesamtwertung und eine Etappe Volta ao Alentejo

2008
- eine Etappe Valencia-Rundfahrt
- eine Etappe Rothaus Regio-Tour

## Teams
- 2006 Andalucía-Paul Versan
- 2007 Andalucía-Cajasur
- 2008 Contentpolis-Murcia
- 2009 Contentpolis-AMPO
- 2010 Andalucía-Cajasur